# PangYa! Golf With Style
PangYa! Golf With Style (appelé Swing Golf PangYa au Japon et Super Swing Golf aux États-Unis) est un jeu vidéo de golf, adaptation sur Wii de la version gratuite PangYa déjà existante sur PC. Plutôt axé sur l'arcade que la simulation, ce jeu au look manga vous fait découvrir les différents parcours de l'île de Pangya.

## Histoire et scénario
Il y a bien longtemps, un terrible cataclysme ébranla la petite île de PangYa. Une force maléfique, apparue subitement, commença à aspirer toutes les forces vitales de la nature. Afin de pallier le problème, les habitants mirent au point une balle de crystal magique  contenant l'esprit de toute vie, pour la placer dans le trou d'où s'échappait la force démoniaque. Mais la balle Phénix mystique (ainsi nommée par les habitants) ne pouvait être touchée par les humains sans absorber leur propres forces vitales. La lance azur fut alors créée pour pouvoir déplacer la balle Phénix mystique. Un inconnu, venu d'un autre monde, parvint à l'aide de ce bâton magique à envoyer la balle dans le trou et ainsi sauver l'île de PangYa.
Ainsi, le jeu de PangYa fut créé à la mémoire du héros inconnu qui sauva l'île à l'aide d'une balle et d'un bâton. Et en tant que résidant d'un autre monde, vous êtes invité à y participer.